# قائمة البحيرات في كوريا

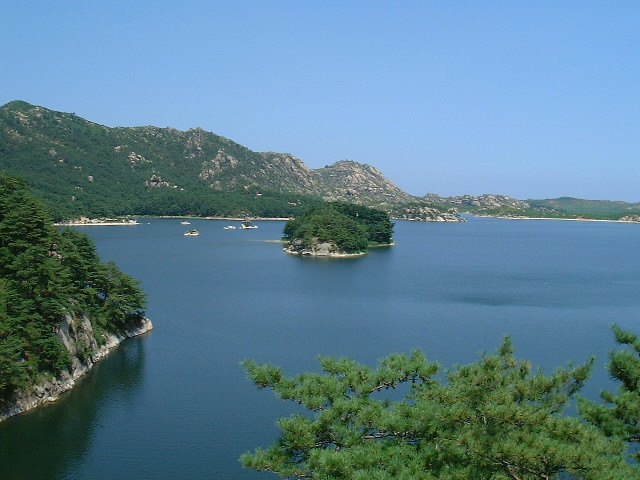
بحيرة ساملبو

معظم بحيرات كوريا عبارة عن خزنات مائية , بسبب التضاريس الوعرة في البلاد. وتضم بحيرات طبيعية مثل بحيرات قمة بايكدوسان وهالاسان وفي المناطق رطبة العليا, وبحيرات مختلفة على طول ساحل بحر اليابان.

## كوريا الشمالية
- بحيرة هيفن
- بحيرة سوبونغ
- بحيرة تشانغجين
- بحيرة بجون
- بحيرة رانغريم
- بحيرة ساملبو

## كوريا الجنوبية
- بحيرة أنذونغ
- بحيرة تشنغجو
- بحيرة جنيانغ
- بحيرة وتلاند
- بحيرة آنابجي,